# Храм Воскресения Христова (Гагарино)
Храм Воскресения Христова (Воскресенская церковь) — православный храм в селе Гагарино 1-е Пичаевского района Тамбовской области.

## История и описание
Храм в стиле ампир был выстроен в тогдашнем селе Большое Гагарино Моршанского уезда Тамбовской губернии в 1815—1833 годах бригадиром А. А. Пашковым, племянником владельца Дома Пашкова в Москве, и прадедом генерала Скобелева (по другим данным, храм был освящён только в 1854 году). А. А. Пашков был предводителем Тамбовского (?) народного ополчения в Отечественной войне 1812 года.

По архитектуре резко отличаясь от других храмов епархии, церковь представляла собой объемный куб, завершенный массивным пятиглавием с центральным крупным куполом. Притвор её являлся основой для двух симметрично расположенных четырёхгранных колоколен, сверху которых были высокие шпили с крестами. Форма арочных проемов в колокольнях повторялась в формах окон малых барабанов. Кроме того, церковь примечательна богатством и красотою внутреннего убранства, высокохудожественными росписями и изящными иконостасами— 
.
«При подъёме на левую колокольню видна замурованная плита с надписью о том, что церковь построена в честь победы в Отечественной войне 1812 года».
При церкви был устроен семейный склеп династии Пашковых.
В 1937 году Воскресенский храм был закрыт, разграблен, но не разрушен. Бесследно исчезли уникальные художественные произведения, являющиеся памятниками искусства и культуры. Склеп Пашковых был полностью разграблен и уничтожен. В конце 1980-х годов храм снова начал действовать, однако денег на полномасштабную реставрацию монументального сооружения у Тамбовской епархии нет.
С 2022 года храм является памятником архитектуры регионального значения.

## Легенда
Распространённая в селе Гагарино легенда связывает постройку храма с другим событием: трагической гибелью дочерей Пашкова. По одной версии, они погибли при пожаре в усадебном доме, который начался в условиях шквального ветра или же урагана, поэтому его не сумели вовремя потушить. Есть и другая версия, согласно которой:
«Возведение храма происходило на том месте, где когда-то сгорел двухэтажный особняк Пашкова. В этот особняк Пашков приезжал с семьей на лето. В то лето в окрестностях действовала банда Кудояра.

Однажды бандиты подобрались к дому. Они забили двери и подожгли его. В огне погибли жена и две дочери Пашкова. В честь них и построил тайный советник Алексей Александрович Пашков храм-памятник. Под церковью был похоронен сам Пашков и его семья». (По рассказам местных жителей)